# Municipio de West Pennsboro
El municipio de West Pennsboro (en inglés: West Pennsboro Township) es un municipio ubicado en el condado de Cumberland en el estado estadounidense de Pensilvania. En el año 2000 tenía una población de 5.263 habitantes y una densidad poblacional de 66.6 personas por km².

## Geografía
El municipio de West Pennsboro se encuentra ubicado en las coordenadas 40°12′00″N 77°14′58″O / 40.20000, -77.24944.

## Demografía
Según la Oficina del Censo en 2000 los ingresos medios por hogar en la localidad eran de $45,873 y los ingresos medios por familia eran de $50,208. Los hombres tenían unos ingresos medios de $35,966 frente a los $24,438 para las mujeres. La renta per cápita de la localidad era de $19,382. Alrededor del 8,4% de la población estaba por debajo del umbral de pobreza.